# Xanthopastis antillium
Xanthopastis antillium är en fjärilsart som beskrevs av Dyar 1914. Xanthopastis antillium ingår i släktet Xanthopastis och familjen nattflyn. Inga underarter finns listade i Catalogue of Life.